# اهالی سنگاپور
سنگاپوری‌ها یا اهالی سنگاپور کسانی هستند که بدون در نظر گرفتن نژاد، در دولت شهر سنگاپور شناسایی شده‌اند یا به عبارتی دیگر تابعیت سنگاپور را دارند؛ در حقیقت این نژاد یک نژاد چند نژاده می‌باشد که از ترکیب سنگاپوری‌های مالایی، چینی و هندی‌ها تشکیل شده. اکثر مردم اندونزی در سال ۱۸۱۹، از هند، چین و مجمع‌الجزایر مالایی به این جزیره -و بقیه مکان‌های دارای این نژاد- رفته‌اند. بندر این شهر سر ستامفورد رافلز تأسیس شد. این شهر تا مدت‌ها به عنوان بندری برای قاچاق و مهاجرت غیرقانونی اهالی چین و این جزیره استفاده می‌شد. همه این عوامل (تجارت گسترده، مهاجرت غیرقانونی از مناطق مختلف، موقعیت و …) باعث شد تا اهالی این جزیره از نژادها مختلف باشند.
مطالعات سازمان بارومتر آسیا در سال ۲۰۰۶، اکثریت مردم جزیره سنگاپور را به عنوان یک نژاد مستقل از نژادهایی که قبلاً معرفی می‌شدند، با نام «اهالی سنگاپور» شناسایی شدند؛ این وضعیت در خالی است که اقلیت کمی از مردم این جزیره با نژادهای دیگر معرفی شدند. در حال حاضر جمعیت سنگاپوری‌های این جزیره ۳٬۳۴۳٬۰۰۰ نفر است و جمعیت سنگاپوری‌های خارج از جزیره یا کشور سنگاپور تقریباً ۲۱۲٬۰۰۰ نفر می‌شود.

## اهالی بومی
اولین سوابق ثبت شده سکونت در این جزیره مربوط می‌شود به قرن دوم میلادی که این بندر، یکی از بنادری از سلسله بنداری بود که هند، دریای مدیترانه و آسیا جنوب شرقی را به هم متصل می‌کرد و تجارت در آن زمان را ممکن می‌ساخت. اولین اهالی این جزیره را اورانگ لائوت‌ها شناخته می‌شوند. در زمان سکونت اورانگ لائوت‌ها، جزیره سنگاپور به عنوان یک پایگاه برون مرزی توسط امپراتوری سریویجایا استفاده می‌شد تا اینکه با کاهش قدرت این امپراتوری، در جزیره سنگاپور، یک پادشاهی مالایی کوچک با پادشاهی یک شاهزاده سریویجایی تحت عنوان پادشاهی سنگاپور، در سال ۱۲۹۹ شکل گرفت. پس از سقوط این دولت در سال ۱۳۹۸، یک سلسله پادشاهی و امپراتوری‌های مالایی کنترل این جزیره را به دست گرفتند. امروزه تخمین زده می‌شود که نزدیک ۱۰۰۰ تن از مردم سنگاپور، اصلیت اورانگ لائوتی دارند.

## نگارخانه

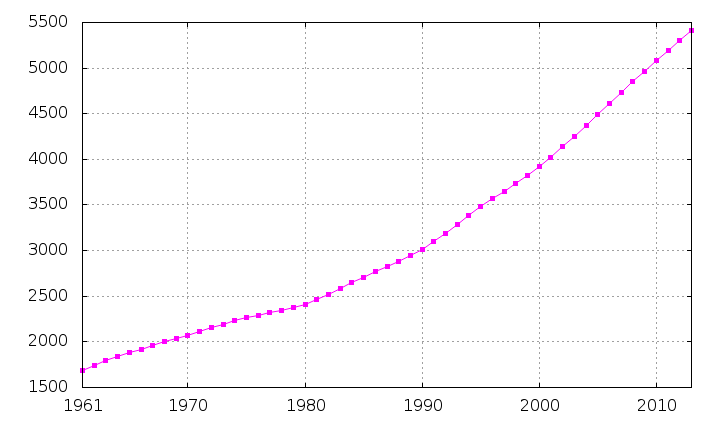
نمودار رشد جمعیتی سنگاپور
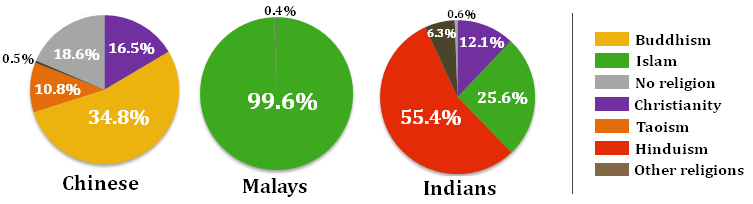
دین نژادهای ساکن سنگاپور
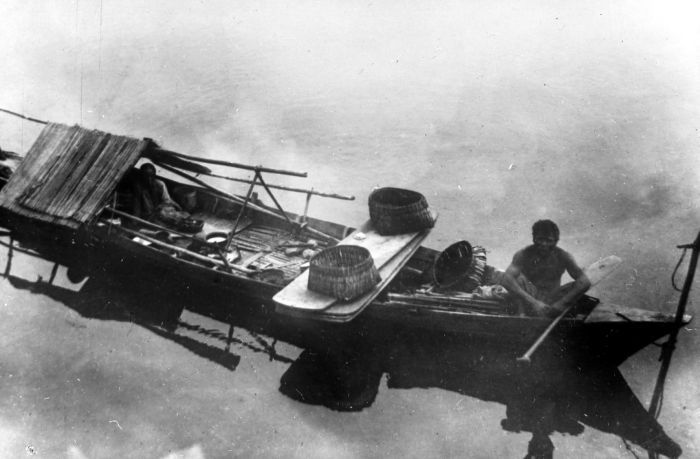
یکی از بومیان سنگاپور (اورانگ لائوت‌ها)